# Adolphe Zimmermans
Adolphe Zimmermans, ve skutečnosti Bernard Eugène Adolphe Temmerman, (2. dubna 1858, Haag – 2. července 1922, tamtéž) byl nizozemský dvorní fotograf.

## Život a dílo
Temmerman se narodil jako syn švadleny Marie Jeanette Françoise (Marie) van Varseveld (1837–1888). Když se v roce 1865 provdala za divadelního herce v Gentu Joanna Baptistu Temmermana (* 1840), sedmiletý Adolphe byl uznán oběma rodičům. Temmerman se oženil s módní návrhářkou Elisou Jacobou Paulinou Aarts (* 1858) v roce 1880, se kterou se rozvedl a v roce 1904 se oženil podruhé s učitelkou hudby Louisou Wilhelminou Régouw (1864–1933).
Jako Adolphe Zimmermans působil fotograf od konce 70. let. Není jisté, odkud odvodil svůj pseudonym, jméno už možná jeho otec používal. Jeho firma byla umístěna na adrese Riemersstraat, od roku 1917 na adrese Conradkade v Haagu. Specializoval se na portrétní fotografii, vyráběl carte de visite a kabinetní fotografie. Za svou práci získal ceny na výstavách v Antverpách (1885), Paříži (1886), Haagu (1888) a Scheveningenu (1892). Adolphe Zimmermans spolu s Hermanem Deutmannem a Christiaanem Maria Dewaldem byl jedním ze zakladatelů společnosti Nederlandse Fotografen Kunstkring (1902). Na druhé schůzce ve svém domě byl jmenován pokladníkem.

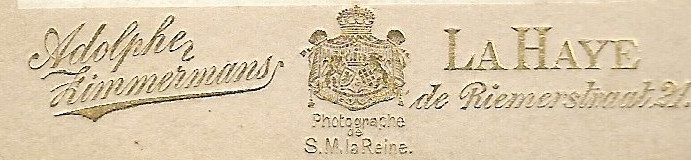
Logo společnosti kolem roku 1902

Jeho klientela patřila do vyšší třídy. Zimmermans vytvořil portréty členů královské rodiny, včetně princezny Wilhelminy v „kostýmu Amálie van Solmsové“ (1891). Od roku 1892 mu bylo dovoleno nazývat se dvorním fotografem královny vladařky Emy. Jeden z jeho pozdějších portrétů Wilhelminy byl použit pro návrh poštovních známek vydaných po její inauguraci (v letech 1899, 1905, 1998 a 2009).
V roce 1896 se stal majitelem Benz Victoria a byl údajně prvním motoristou v Nizozemsku. Z obchodního hlediska se Zimmermans nezastavil jen u fotografování. Uzavřel partnerství s různými soukromými osobami a byl mimo jiné partnerem v obchodě s nápoji Maartens & Co (1899–1907), kavárně Maison Bordelaise (1901) a obchodě s alkoholem 't Anker (1901) v Haagu. V roce 1921 předal Zimmermans své fotografické studio Johanu Limpersovi.
Temmerman, který si říká Zimmermans, zemřel ve věku 64 let. Byl pohřben v Oud Eik en Duinen.

## Fotografie

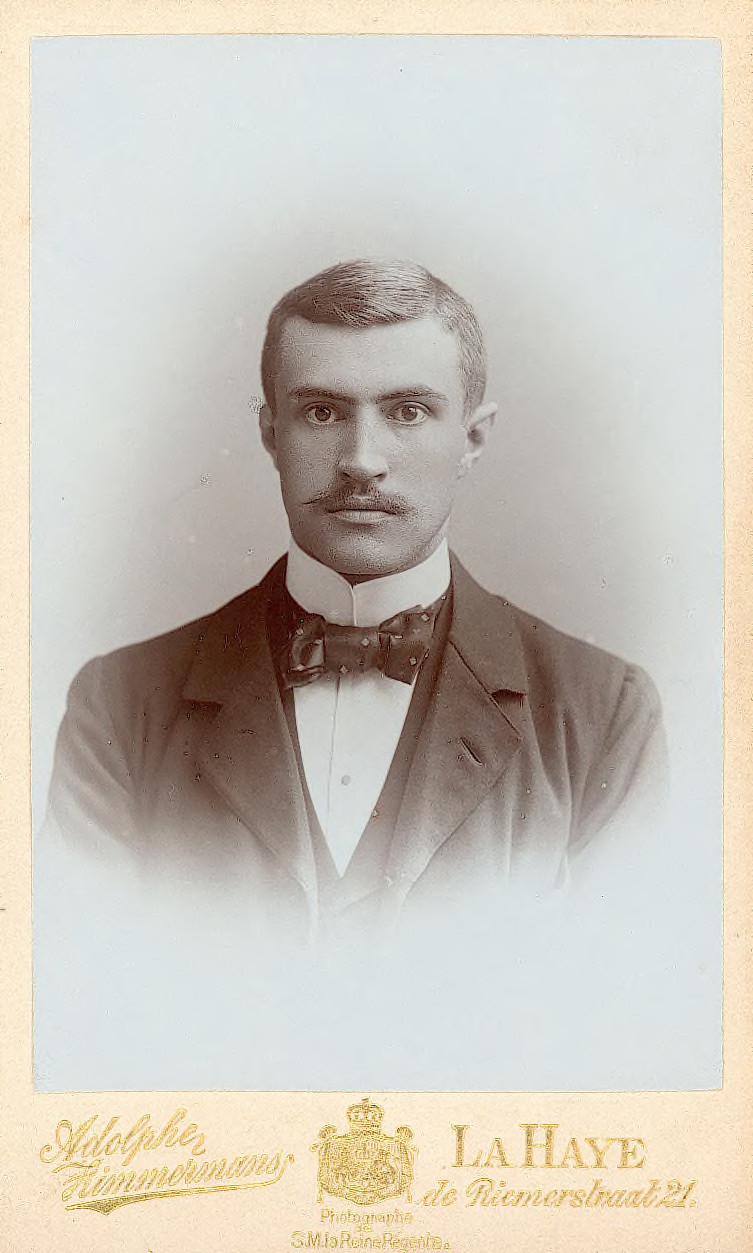
Herman Theodoor Colenbrander
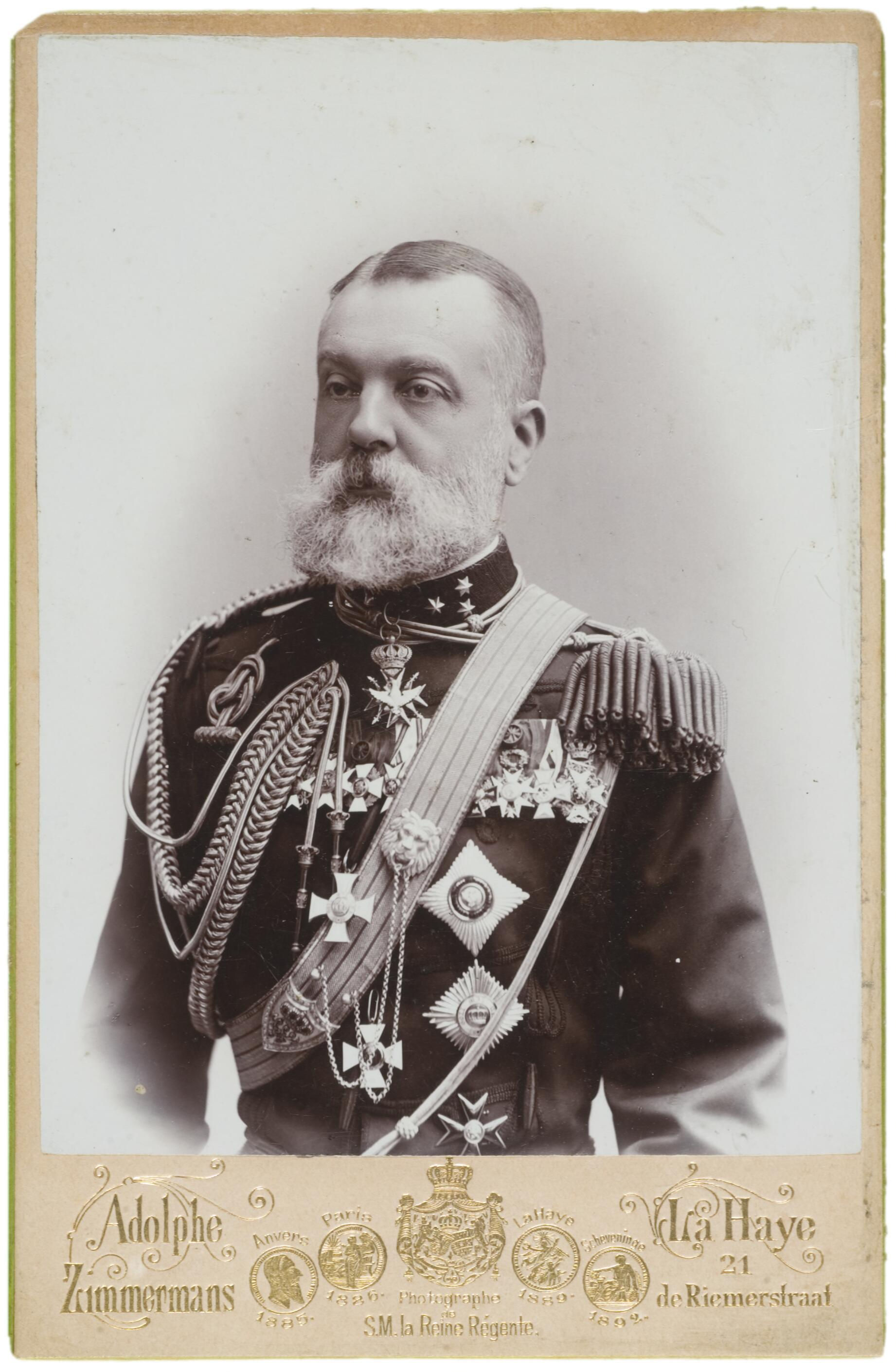
Sebastiaan Mattheus Sigismund de Ranitz (1846–1916)
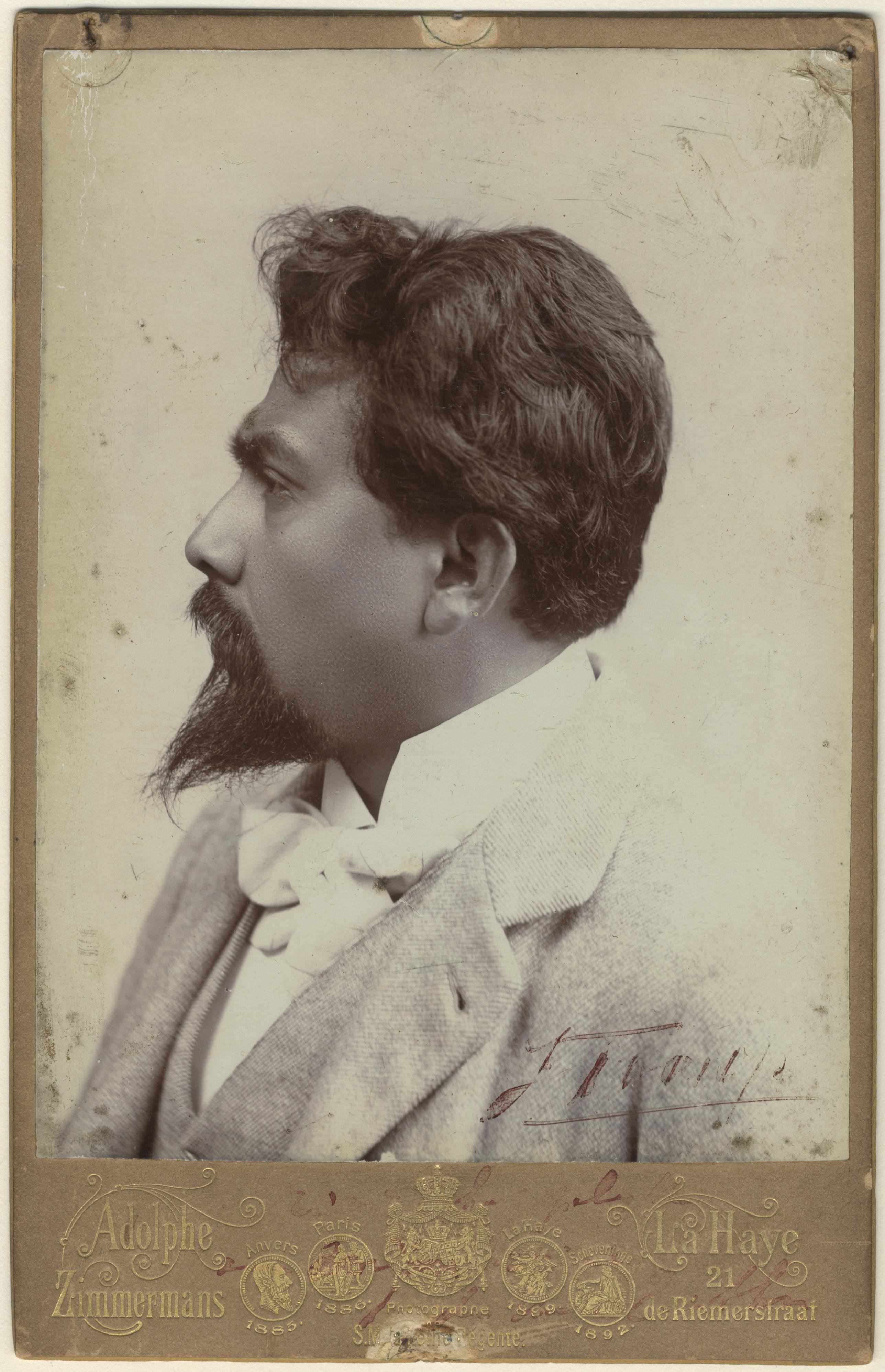
Jan Toorop
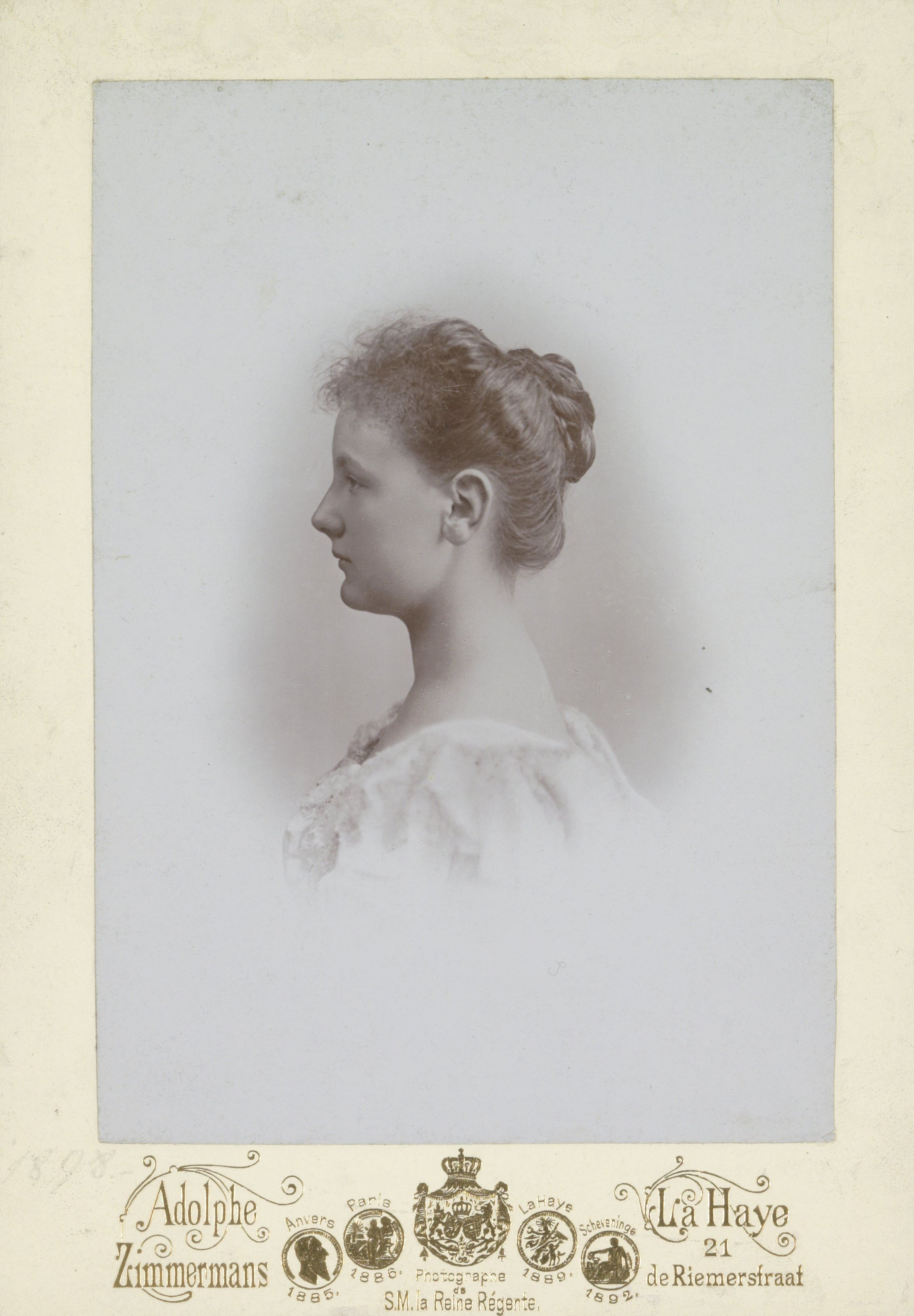
Královna Vilemína Nizozemská
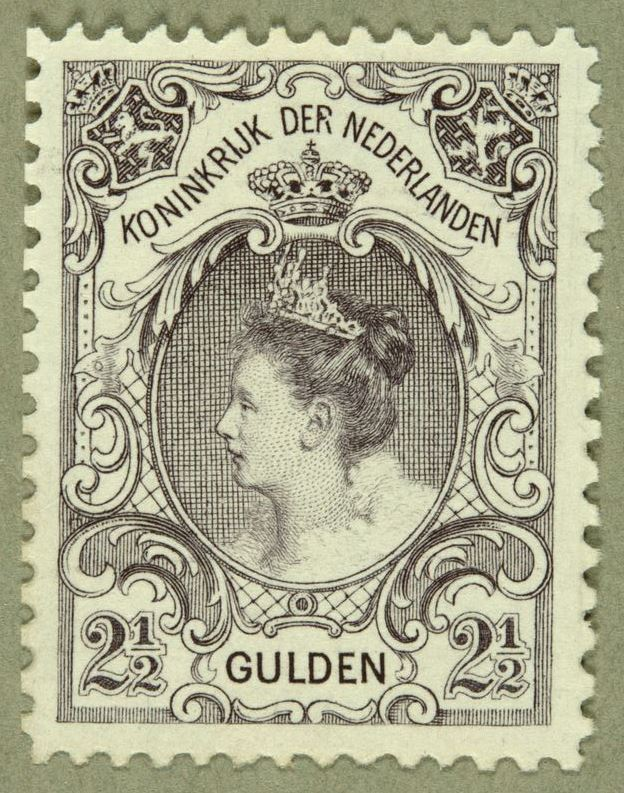
Poštovní známka s portrétem královny Wilhelminy
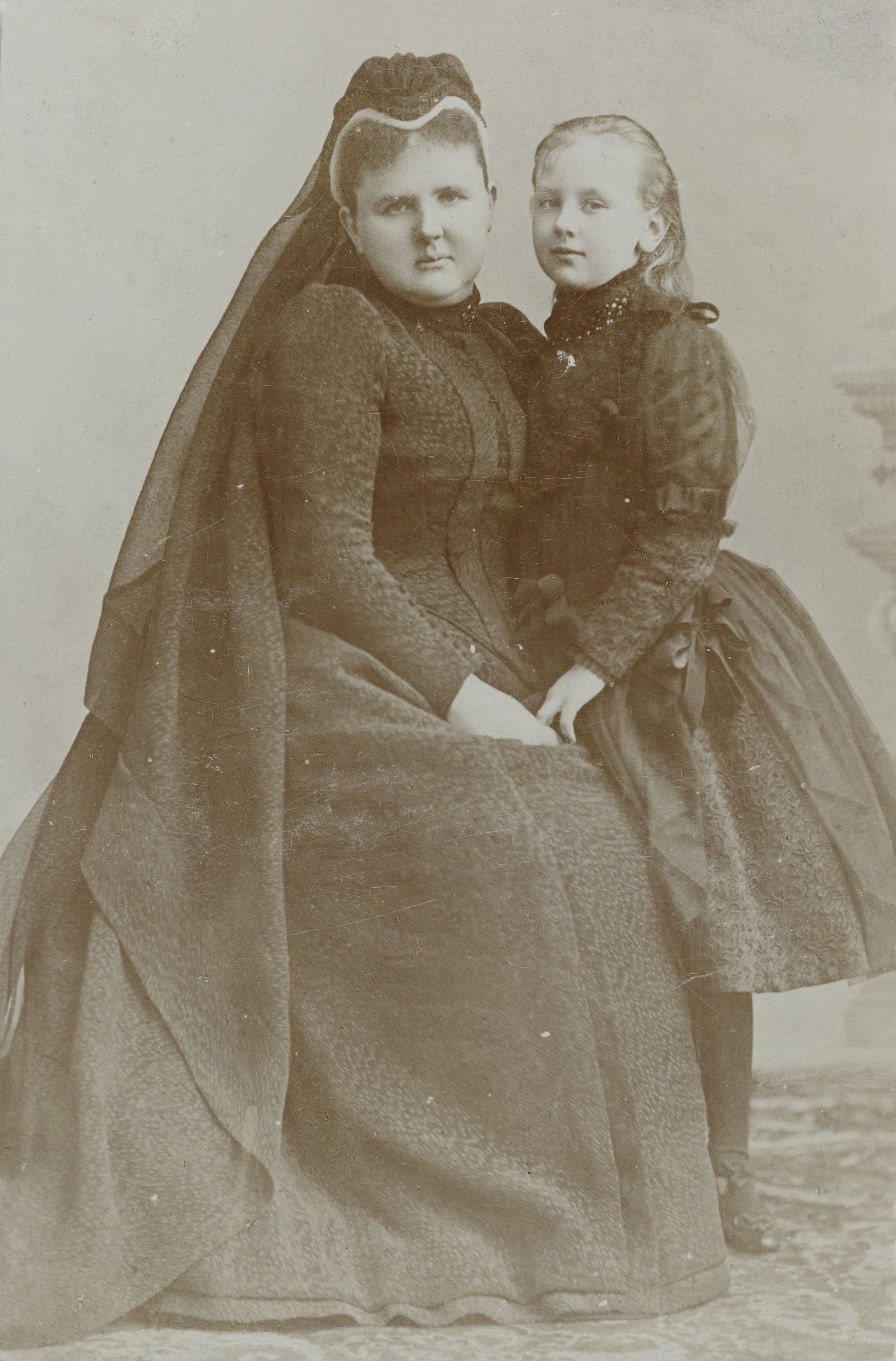
Emmainrouw
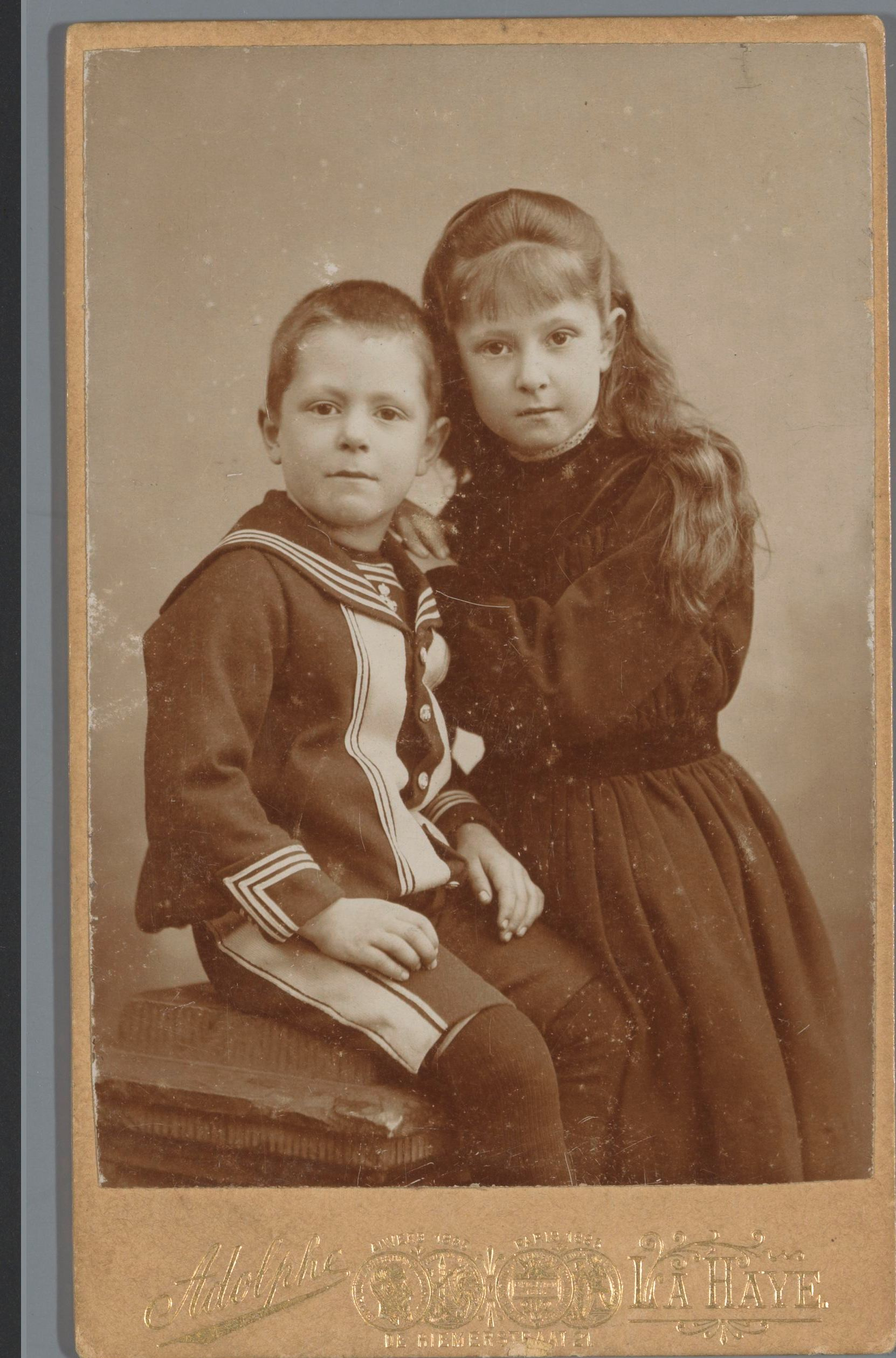
Portrét chlapce a děvčete
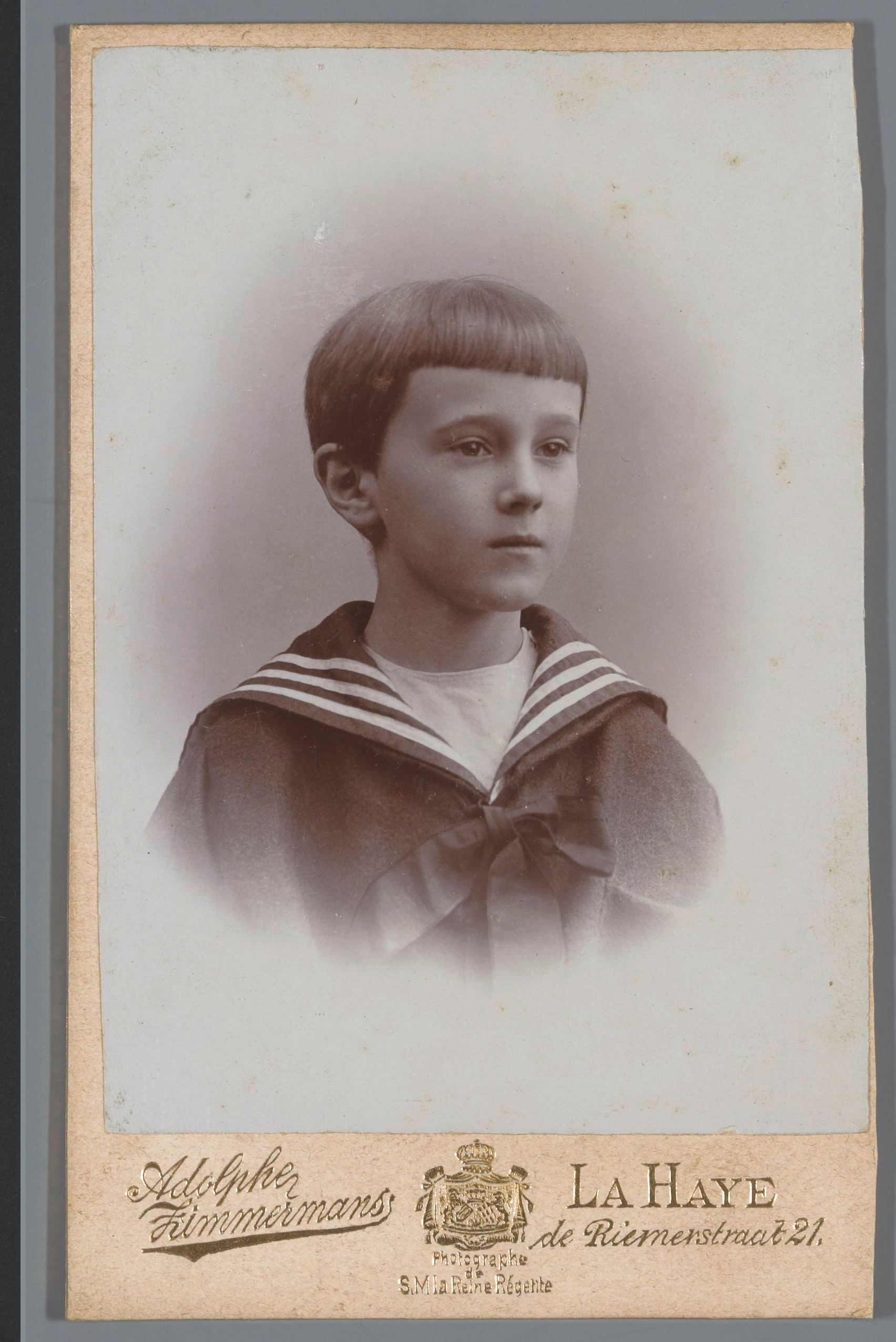
Portrét chlapce v námořnickém obleku
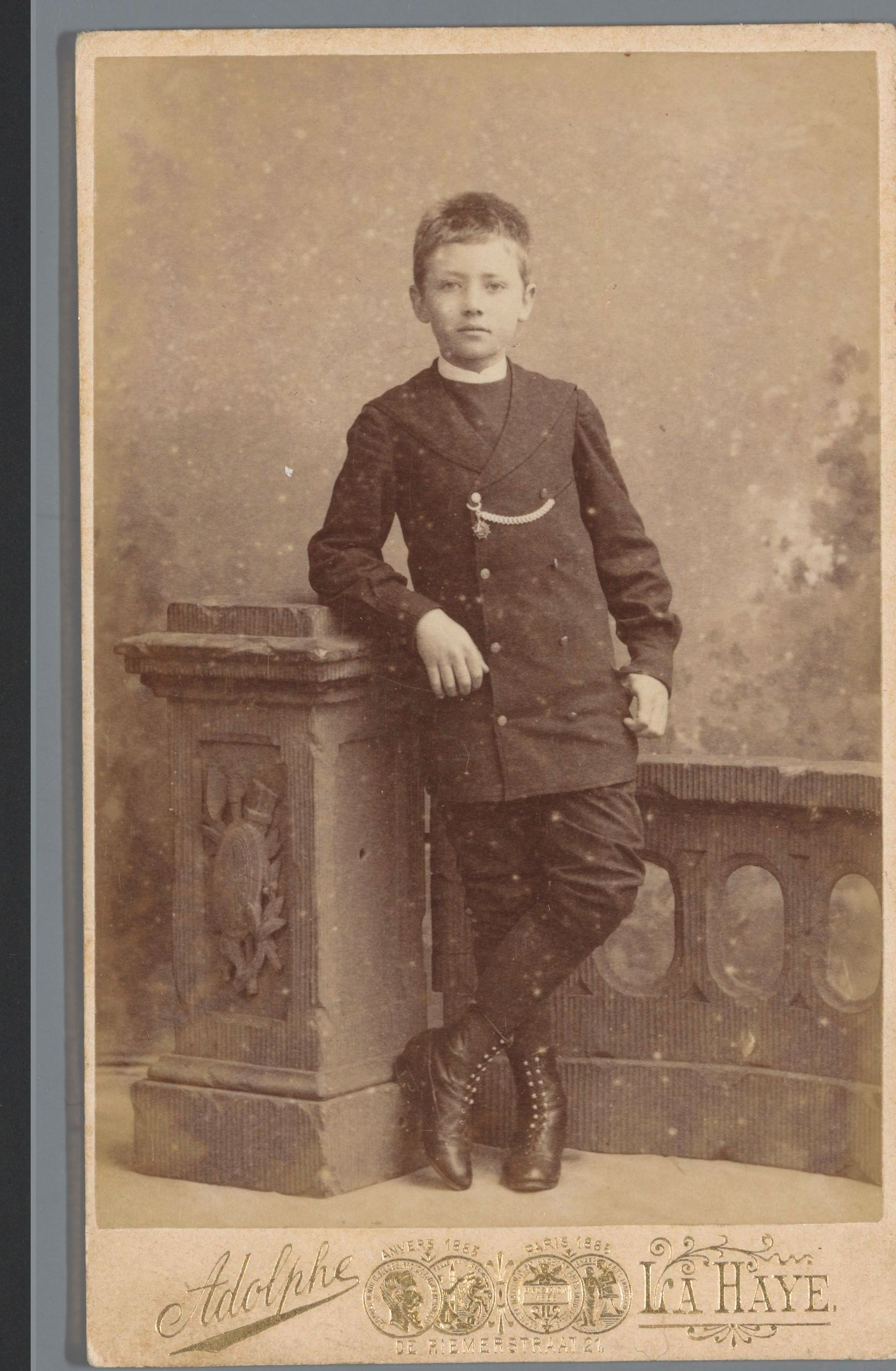
Portrét chlapce
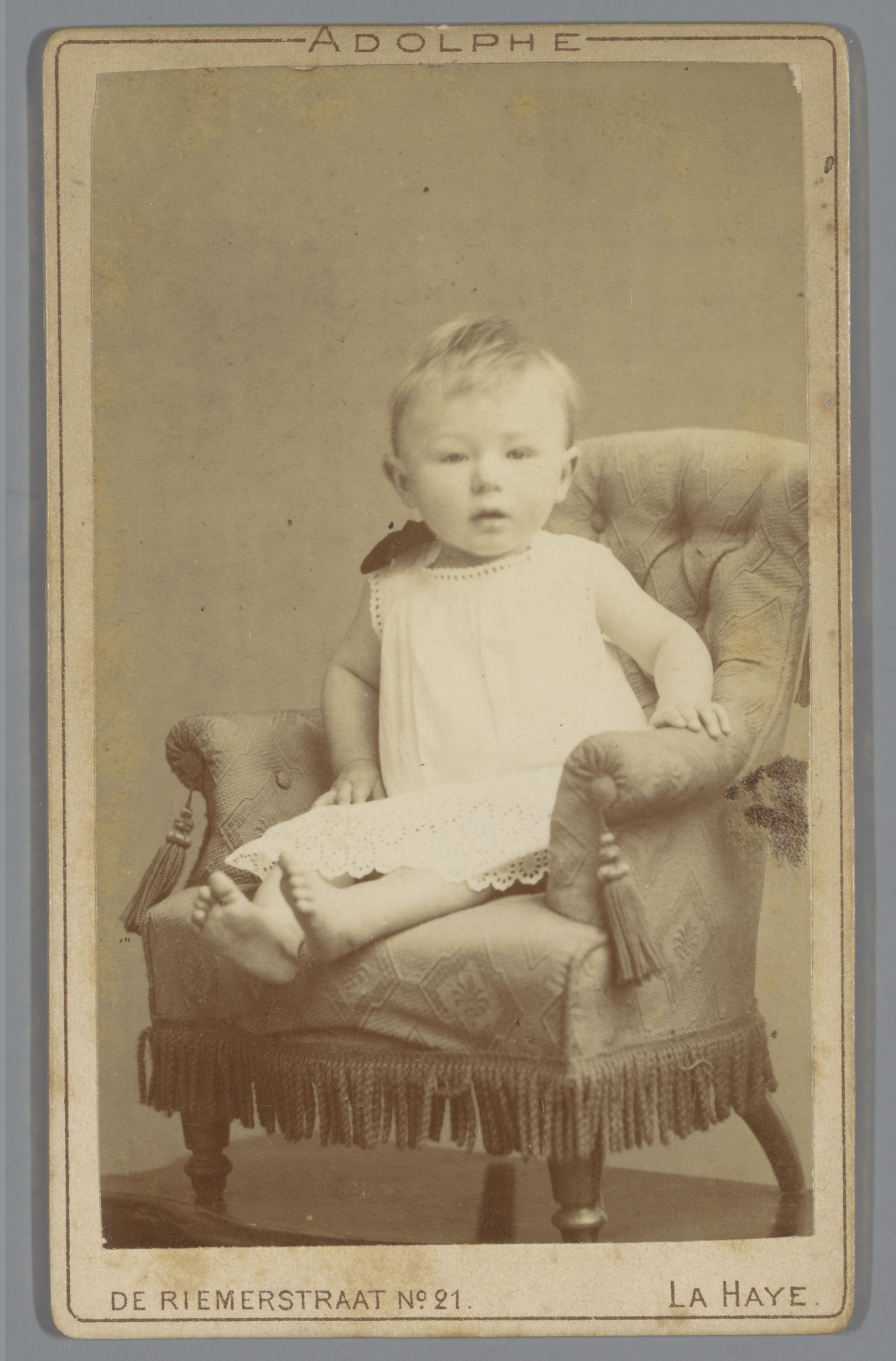
Portrét dítěte na křesle
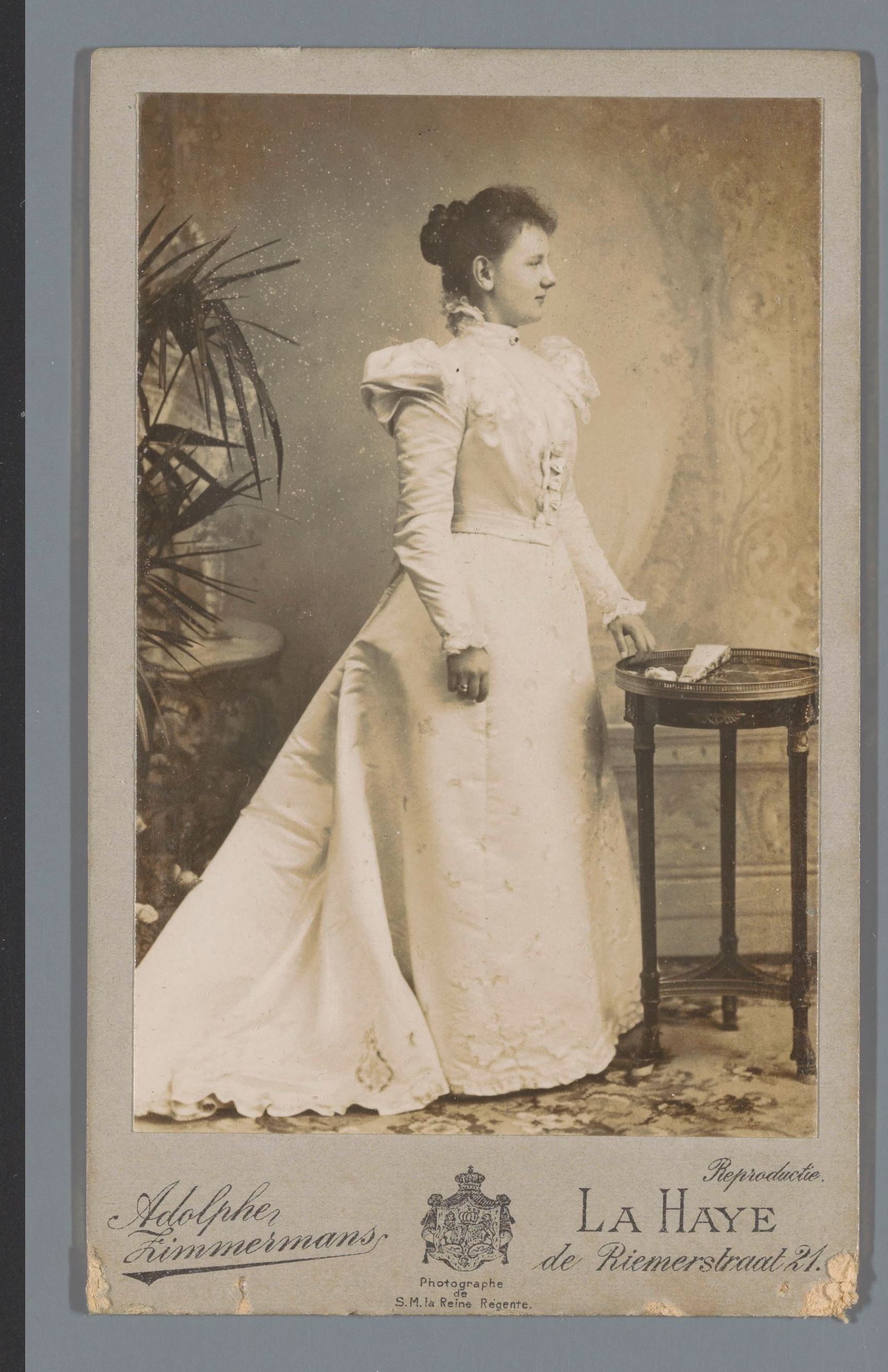
Portrét královny Vilemíny Nizozemské